# De Witt (Illinois)
Pour les articles homonymes, voir De Witt.
De Witt est un village du comté de DeWitt dans l'Illinois, aux États-Unis,. Il est fondé en 1836, sous le nom de Marion et baptisé ultérieurement en référence à DeWitt Clinton, homme politique américain.

## Démographie
Lors du recensement de 2010, le village comptait une population de 184 habitants. Elle est estimée, en 2016, à 180 habitants.

## Source de la traduction
- (en) Cet article est partiellement ou en totalité issu de l’article de Wikipédia en anglais intitulé « DeWitt, Illinois » (voir la liste des auteurs).